# Vlajka Severní Makedonie

Severomakedonská vlajka
Poměr stran: 1:2

Vlajka Severní Makedonie byla přijata 5. října 1995, aby byl vyřešen spor se sousedním Řeckem.
Vlajka je tvořena červeným listem o poměru stran 1:2 se žlutým sluncem, které má osově souměrné paprsky dotýkající se okrajů vlajky. Jedná se o grafické znázornění severomakedonské hymny.

Rozměry severomakedonské vlajky

## Historie
Území dnešní Severní Makedonie bylo od poloviny 14. století součástí Osmanská říše. V roce 1903 vznikla po Ilindensko-preobraženském povstání tzv. Kruševská republika, ale krátce poté byla vzpoura potlačena. Kruševská republika užívala červenou vlajku s uprostřed umístěným znakem republiky. Jiné zdroje uvádějí čistě červenou vlajku.
Po balkánských válkách v letech 1912–1913 se území současné Severní Makedonie dostalo pod srbskou nadvládu.
Po I. světové válce se území v roce 1918 stalo součástí Království Srbů, Chorvatů a Slovinců. V roce 1921 byla přijata modro-bílo-červená trikolóra království. V roce 1929 se země přejmenovala na Království Jugoslávie (vlajka se nezměnila) a území dnešní Severní Makedonie bylo (až do roku 1941) součástí Vardarské bánoviny, jedné z devíti bánovin Království Jugoslávie.

Vlajka Kruševské republiky (1903)
Vlajka Kruševské republiky (1903)
Vlajka Srbského království v Makedonii (1913–1918)
Vlajka Srbského království (1918–1929) Vlajka Království Jugoslávie v Makedonii (1929–1941)

Za II. světově války byla v letech 1941–1946 uprostřed bílého pruhu jugoslávské vlajky umístěna červená pěticípá hvězda (tuto vlajku užívali jugoslávští partyzáni). Od dubna 1941 do 9. září 1944 ale byla většina území dnešní Severní Makedonie anektována Bulharskem a západní oblasti (kde žilo albánské obyvatelstvo) byly 29. června 1941 anektovány Itálií a začleněny do Albánie.
2. srpna 1944 byla vyhlášena Antifašistickým shromážděním národního osvobození Makedonie (ASNOM) Makedonie,  v prosinci byla přijata vlajka tvořena žlutou pěticípou, červenou hvězdou ve středu červeného listu.
Po válce byla monarchie zrušena, zřízena komunistická vláda a země přejmenována na Federativní lidovou republiku Jugoslávii. Jednou z republik byla i Lidová republika Makedonie. Vlajkou Jugoslávie byla předchozí partyzánská vlajka, hvězda však byla žlutě orámována a zasahovala do poloviny horního i dolního pruhu. Vlajkou Makedonie se stal opět červený list, hvězda (o něco menší) byla v horním rohu. V roce 1963 se přejmenovala Jugoslávie – Socialistická federativní republika Jugoslávie i Makedonie – Socialistická republika Makedonie. Vlajky zůstaly zachovány.

Vlajka Demokratické federální Makedonie (1944–1946) Poměr stran: 1:2
Jugoslávská vlajka (1946–1992) Poměr stran: 1:2
Vlajka Makedonie v rámci Jugoslávie (1946–1991) Poměr stran: 1:2

Po válce a rozpadu Jugoslávie vyhlásila Makedonie 15. září 1991 nezávislost na Jugoslávii. Po vyhlášení nezávislosti se v letech 1992–1995 užívala červená vlajka se zlatým verginským sluncem (symbol starověké Makedonie). To se však nelíbilo sousednímu Řecku, jehož provincie Makedonie užívala podobnou vlajku, ale s modrým pozadím.

Makedonská vlajka (1992–1995) Poměr stran: 1:2
Symbol starověké Makedonie
Vlajka řecké provincie Makedonie Poměr stran: 2:3

V důsledku sporu s Řeckem o název „Makedonie“ byla země přijata v dubnu 1993 do OSN pod prozatímním názvem „Bývalá jugoslávská republika Makedonie“. Po protestech na hranicích byli Makedonci nuceni změnit i vlajku. Před přijetím současné vlajky bylo zveřejněno několik návrhů na novou vlajku:

Návrh z roku 1995 Poměr stran: 4:7
Návrh z roku 1995 Poměr stran: 4:7
Návrh z roku 1995 Poměr stran: 4:7
Návrh z roku 1995 Poměr stran: 4:7
Návrh z roku 1995 Poměr stran: 4:7
Návrh z roku 1995 Poměr stran: 4:7
Návrh z roku 1995 Poměr stran: 4:7
Návrh z roku 1995 Poměr stran: 1:2
Návrh z roku 1995 Poměr stran: 1:2
Poslední návrh z roku 1995 Poměr stran: 1:2

Současná vlajka byla přijata 5. října 1995, změnila se tím kresba slunce. V lednu 2019 vstoupila v platnost Prespanská dohoda o přejmenování Makedonie na Severní Makedonii, symboly republiky, tedy i vlajka, zůstaly zachovány.